# Acerodon leucotis
Acerodon leucotis is een vleermuis uit het geslacht Acerodon die voorkomt op de Filipijnse eilanden Balabac, Busuanga en Palawan. Deze soort werd oorspronkelijk geplaatst in het geslacht Pteropus, maar in 1982 naar het nauw verwante geslacht Acerodon verplaatst, dat in enkele kenmerken van de kiezen van Pteropus verschilt. De nauwste verwant is waarschijnlijk de Filipijnse vliegende hond (A. jubatus). De populatie op Palawan en Balabac wordt als een aparte ondersoort gezien, A. l. obscurus (Sanborn, 1950). Deze ondersoort is groter en donkerder en heeft zwarte in plaats van witte oren.
Acerodon celebensis · Acerodon humilis · Filipijnse vliegende hond · Acerodon leucotis · Acerodon mackloti